# Grodziec Mały (przystanek kolejowy)
Grodziec Mały – przystanek kolejowy w miejscowości Grodziec Mały, w woj. dolnośląskim, w Polsce.